# 자기비난
자기비난(self-criticism) 혹은 자기비판은 개인이 자신을 평가하는 방식이다. 심리학에서 말하는 자기비난은 보통 혼란한 자기정체성(self-identity)을 갖는 부정적인 성격 특성(personality trait)으로 연구되고 논의되고 있다. 자기비난의 반대는 자기와 잘 부합하고 포괄적이며 긍적적인 자기정체성을 가진 사람일 것이다. 자기비난은  주요 우울 장애(major depressive disorder)와도 관련 있다. 일부 이론가들은 자기비난을 내사 우울(introjective depression)과 같은 일부 우울증 유형의 징후로 정의하며, 보통은 우울증이 있는 사람은 우울증이 없는 사람보다 자기비난 경향이 많다. 우울증이 있는 사람은 보톹 우울증이 없는 사람보다 자기비난이 높고 우울 삽화(depressive episode) 후에도 이들은 자기비난적 성격을 계속 보인다. 자기비난에 주목하는 과학적 발견의 대부분은 우울과의 연관성 때문이다.

## 성격 이론
시드니 블랫(Sidney Blatt)는 자기비난과 의존(dependency)에 주목하는 성격(personality) 이론을 제안하였다. 블랫의 이론이 유의미한 것은 성격의 여러 차원이 정신병과 치료에 관련되어 있는 만큼 그는 이런 차원들을 평가하였기 때문이다. 블랫에 의하면, 성격의 특성은 우리의 우울 경험에 영향을 주는데, 대인관계 상호작용(interpersonal interaction)와 자기정체성의 발달에 뿌리를 두고 있다. 블랫은 성격을 대인관계(interpersonal relatedness)와 자기정의(self-definition) 두 가지 별개의 측면으로 이해할 수 있다고 주장한다. 이 두 측면은 성격 특성을 대표할 뿐만 아니라 평생 발달 과정의 산물이기도 하다. 자기정의나 자기정체성의 혼란은 자기비난으로 이어지고 대인관계의 혼란은 의존으로 이어진다. 주로프(D.C. Zuroff)의 2016년 연구에서는 시간이 지나면서도 자기비난은 성격 특성과 내적 상태(internal state)로서 안정성을 보인다는 것을 밝혔다. 이러한 발견이 중요한 것은 자기비난이 성격 특성과 같은 방식으로 측정될 수 있다는 사실을 지지하기 때문이다.
블랫이 제시한 두 성격 차원과 유사하게, 에런 벡(Aaron Beck)의 1983년 연구에서는 사회적 의존(social dependency)과 자율성(autonomy)을 우울과 관련되는 성격의 차원들로서 정의하였다. 자율성은 사람이 "자신의 독립성, 이동성, 개인 권리를 보존하고 늘려나가는 것(preserving and increasing his independence, mobility, and personal rights)"에 얼마나 많이 믿는지를 말한다. 게다가, 자기비난은 과거나 현재의 실패로 자신을 책망하는 것을 말한다. 자기비난을 하는 사람은 부정적인 사건의 원인을 자기의 개성이나 성취에서 발생한 결함으로 돌린다. 벡이 자기비난이라고 말하는 성격 특성은 그것을 경험하는 사람에게 늘 부정적이다. 따라서 자기비난 경험을 일종의 성격 특성이라고 벡이 말하는 것이 중요한 것은, 그것이 우울 경험과 비슷하기 때문이다.
성격 특성으로서의 자기비난은 몇몇 부정적 효과와도 연결지어져 왔다. 성격 유형 간의 행동 차이를 검토한 1998년의 연구에서, 몬그레인(M. Mongrain)은 자기비난을 하는 사람은 부정적 정서(negative affect)를 더 크게 겪고, 다른 사람들에 비하여 지지(support)를 더 나쁜 것으로 인식하며, 지지를 요청하는 것이 더 적다는 것을 밝혔다. 자기비난이 높은 이들은 자신이 받는 지지의 양이 다르지 않았지만, 오로지 이들이 지지를 수용하고 요청하는 것에 있어 차이를 보였다. 자기비난이 높다고 분류된 참가자들은 대인관계 목표는 물론 자기표현(self-presentation) 목표도 더 적었다. 연인 관계에서도 자기비난이 개입되면 수긍하는 말은 줄어드는 반면, 책망(blaming)은 늘어난다고 예측된다.

## 발달
흔히 자기비난이 부정적인 성격 특성으로 간주된다는 전제에서, 일부 사람이 이러한 특성을 발달시키는 방식을 주목하는 것이 중요하다. 상기한 성격 이론처럼, 자기비난은 일부 특성의 혼란을 의미하기도 한다. 이러한 혼란은 개인의 아동기 경험에서 기원할 수 있다. 아이의 행동을 구속하고(restrictive) 거절하는(rejecting) 관습을 보이는 부모에게서 자란 아이는 12세의 자기비난 수준이 높다는 것이 보여져 왔다. 같은 연구에서, 여성은 12세부터 청년 성인기까지의 자기비난 수준이 안정적이라는 것을 보였지만 남성은 그렇지 않았다. 이러한 결과는 양육 방식(parenting style)이 자기비난 성격의 발달에 영향을 줄 수 있고, 이러한 효과는 잠재적으로 청년기까지 지속될 것이라는 것을 보여준다. 다른 연구에서는 자기비난이 높은 여성은 아버지가 지배적인 성격이고 부모가 엄격한 통제를 유지하였으며 애정 표현에 일관되지 못하였다는 것을 발견하였다. 또한 당연하게도 이러한 여성들은 자신의 부모가 아이들에게서 수동적으로 행동하라는 것이 아니라 성취와 성공을 찾으려 했다고 보고하였다. 이러한 연구들은 아동기 특정 경험들은 자기비난과 관련 있으며, 이에 자기비난 성격 유형은 이후 발달 단계로까지 이어진다는 것을 보여준다.
아동 학대(child maltreatment)는 우울 발달과 관련 있으며, 장래에 아동이 자기비난을 하는 위험요인이 될 수도 있다. 어린 시절 아동 학대 경험이 있는 엄마들 역시 자신이 엄마로서 유능하지 못하다고 인식하였다. 한 요인 분석(factor analysis)에서는 우울상태에 더하여, 엄마로서의 유능함이 덜하다는 인식은 자기비난으로 이끈다는 것을 보였다. 이 연구는 아동 학대와 엄마로서의 유능함의 관계에 있어 자기비난이 특히 중요한 역할을 한다는 것을 보여준다. 아동 학대와 자해를 평가하는 2007년 연구에서, 글라스만(L.H. Glassman) 등은 자깁난이 특히 학대와 자해 관계를 중개하는 역할을 한다는 것을 발견하였다. 이것이 특히 중요한 것은 자기비난이 자해를 일으키는데 있어 중요한 역할을 한다는 것을 보여주기 때문이다. 학대에 있어 자기비난의 근원을 이해하는 것은 이런 행동을 막는데 도움을 줄 수 있다. 이 연구에 따라, 자기비난은 아동기 학대의 효과가 지속되는데 있어 중요한 역할을 한다는 것을 보여준다. 따라서 학대 방지는 물론 학대당한 이들을 치료하는 것에 있어 자기비난을 평가하는 것은 이 영역의 추후 연구로 남아 있다.

## 정신병리학적 의의
자기비난은 성격과 발달의 중요한 측면이지만 정신병리학(psychopathology)에서도 이러한 특성이 의미하는 것과 유의미하다. 앞서 말한 이론가 대부분은 자기비난을 부적응적 특성으로 설명하기에 연구자들은 자기비난을 우울과 연결된다고 봐왔다.

### 우울의 위험요인
자기비난은 기타 몇몇 부정적인 변수와 관련 있다. 한 샘플에서, 성격 특질로서의 자기비난의 차이는 지지의 인식 여하, 부정적 정서, 자기상(self-image)의 목적, 공공연히 드러나는 자기비난의 차이와 관련있다고 본다. 이는 모든 우울 경험과 관련된 특성으로, 자기비난이 우울에 영향을 준다는 것을 드러낸다. 자기비난이 성격 특성으로 지속되는 것은 일부 사람에게 있어 우울 발달에 취약하게 만든다. 상기하였듯 블랫은 자기비난 정도가 크고 성취를 이루는 것을 걱정하는 것에 주목하는 사람일 수록 특정 유형의 우울이 발달할 가능성도 더 큰대, 블랫은 이를 내사적 우울(introjective depression)이라 불렀다. 블랫과 벡 모두 자기비난과 우울 경험을 평가하는 척도를 만들었다. 많은 성격 이론가들이 자기비난을 특정 "유형(type)"의 우울을 징표하는 것으로 분류한다는 사실에 덧붙여, 우울 발달의 위험요인이라는 것을 보여 왔다.
특정 성격 특성이 우울로 이어지는지를 평가하는 많은 연구가 있었고, 그들 중에는 자기비난도 있었다. 한 연구에서, 자기비난은 의대 진학 및 졸업 후 극도의 스트레스에 시달리는 의대생들의 우울증에 대한 유의미한 전구체(predictor)라고 나왔다. 최초의 증상을 관리하면서, 최초 평가 이후 2년 및 10년에 해당하는 시기 모두 이전 우울 상태보다 더 강력한 전구체가 바로 자기비난이다.
2006년 한 우울 병력 샘플에서, 몬그레인과 레서(F. Leather)는 자기바난 측정은 과거의 우울 삽화 수와 관련있다는 것늘 발견하였다. 성격은 우울 병력의 징후를 보이지만, 미성숙 의존(immature dependence)과의 상호작용에 있는 자기비난은 장래의 우울 삽화가 발생할 것이라는 것을 예측하게 하기도 한다. 최근에 우울증을 앓았거나 우울 삽화에서 회복중에 있는 사람들의 샘플에서, 개인들은 자기비난 수치는 높고 동시에 자기연민(self-compassion) 수치는 낮다는 것을 확인하였다. 같은 연구에서는 자기비난을 하는 사람은 삶 전체에서 만성적 우울을 겪을 위험이 높다고도 밝혔다 또한 자기비난은 최근 우울증을 겪는 사람, 우울증에서 회복된 사람들, 우울증에 걸리지 않은 환자, 기타 변수 등의 우울 상태에 대한 다양한 변수를 설명할 수 있다.
카버(C.S. Carver)와 가넬렌(R.J. Ganellen)의 1983년 연구에서는 자기범주를 부정적인 사건의 과일반화(overgeneralization of negative events), 높은 기준(high standards), 자기비난(self-criticism) 3가지 범주로 분할하여 자기범주를 평가하였다. 세 범주는 모두 자기비난 인지를 다루며, 카버와 가넬렌이 개발한 자기에 대한 태도 척도(Attitude Toward Self Scale)로 측정한다.

### 치료 결과
우울증에 대한 위험 요인으로서 작용하는 것이 더하여, 자기비난은 또한 우울 치료(depression treatment) 효과에도 영향을 준다. 따라서 특질 특성으로서의 자기비난은 인생 전반에 걸쳐 지속된다. 이는 한 개인이 성격 특질로서 지속적이고 장기적인 자기비난 수준을 보여줄 수 있지만, 자기비난 수치는 개인의 최근 마음 상태(mental state)에 따라 순간마다 다를 수 있다는 것을 의미한다. 따라서, 우울증 치료에서 임상 의사들이 자기비난 감소를 정확히 평가하는 것은 어려울 수 있다. 특별한 세션에서, 자기비난의 상태 수준(state level)은 늘거나 줄지만, 장기적으로는 자기비난의 특질 수준(trait level)이 줄어들었는지를 보는 것은 쉽지 않으며, 특질 자기비난(trait self-criticism)의 감소가 효과적으로 우울증을 치료하는데 있어 더 중요하다. 즉 자기비난의 상태 수준은 줄기 쉽기에 우울증 치료를 개발한 연구자들은 장기적 특질 자기비난을 치료하는 목적을 가져야 한다.
우울의 증상 변화는 반드시 성격 요소 변화와 동시에 일어나지는 않으며, 성격 요소로서의 자기비난이 우울로 이어진다는 것이 보여져 왔다는 전제에서는 이것이 문제가 될 수 있다. 한 연구에서는 자기비난적 완벽주의(self-critical perfectionism)의 변화가 있기 전에 우울의 긍정적 변화가 발생하였다는 것을 발견하였다. 연구 저자는 이는 얼마나 오래 치료를 제공할지를 결정하는데 있어 중요한 함의를 갖는다고 제시한다. 만약 우울증이 사라지면서 치료가 끝이 난다면, 우울에 영향을 주는 근본적인 성격 특성은 변하지 않았을 것이다. 이런 경우, 우울 증상에서 긍정적인 변화가 보이는 시점 너머로 치료를 확장하는 것은 최선의 결과를 가져다 줄 수 있다. 같은 연구에서는 자기비난 성격과 관련된 완벽주의 수준이 우울 상태의 변화율을 예측하게 한다는 것을 발견하였다.
자기비난은 에런 벡의 성격 모델(Beck's personality model)에서 자율성(autonomy)으로 알려져 있으며, 벡의 사회적 의존성(sociotropy)과 자율성 개념에 주목하는 연구가 있어 왔다. 사회적 의존성은 사회적으로 의존하는 사람의 특성으로, 이들이 갖는 고통의 주요 원천은 대인관계이다. 그러나 자율성은 자립과 성취에 보다 관심을 갖는 자기비난적인 사람들에게서 나온 것이다. 이들 집단 간의 치료 차이를 검토하는 1992년 연구에서, 제틀(R.D. Zettle), 하플리히(J.L. Haflich), 레이놀즈(R.A. Reynolds)는 자율적이고 자기비난적인 사람들은 집간 치료보다 개인 치료에서 더 좋은 효과를 보였다고 밝혔다. 이 연구는 성격 특성이 개인에게 가장 적합한 치료 방식에 영향을 미칠 수 있으며, 임상의는 이러한 차이점을 인지해야 함을 보여준다. 따라서 자기 비판은 우울증 발병의 경고 신호이자 치료 방식에도 영향을 미친다. 이는 우울증 연구의 중요한 측면이며, 이 심각한 질환을 예방하고 치료하는 데 중요한 역할을 한다.

## 신경과학
fMRI를 사용한 연구에서는 자기비난을 하는 것은 오류 탐색 및 수정(error detection and correction) 처리를 책임지는 뇌영역인 측면전두엽피질(lateral prefrontal cortex)과 배측전대상피질(dorsal anterior cingulate cortex)을 활성화한다는 것을 발견하였다. 반대로, 자기안정(self-reassurance)을 하는 것은 연민(compassion)과 공감(empathy) 중에 활성화된다고 발견된 좌측관자극(left temporal pole)과 뇌섬엽(insular cortex) 영역을 활성화한다고 밝혀졌다. 심리학적 특질로서 자기비난을 하는 이들은 배외측전전두엽(dorsolateral prefrontal cortex) 활동의 활성화를 볼 수 있지만, 복외측전전두엽(ventrolateral prefrontal cortex) 활동은 자기안정 특질인 사람들에게 발견되었다.

## 같이 보기
- MBSR
- 마음챙김
- 반추
- 사회적 의존성
- 자기
- 자의식
- 자아개념
- 자아상
- 자기괴리
- 자기동정
- 자기반성
- 자기비하
- 자기수용
- 자기애
- 자기연민
- 자기용서
- 자기조절
- 자기존중
- 자기참조
- 자기책망
- 자기혐오
- 자기확언